# Hieracium iratianum
Hieracium iratianum es una especie de planta con flor del género Hieracium, de la familia Asteraceae, orden Asterales.

## Distribución
Hieracium iratianum se distribuye por España.

## Taxonomía
Fue descrita científicamente por Mateo & Egido.
Tratamiento taxonómico
La especie aparece registrada y publicada en Flora Montiber.